# Los Angeles Subdivision
Los Angeles Subdivision é uma Região censo-designada localizada no estado estadunidense de Texas, no Condado de Willacy.

## Demografia
Segundo o Censo dos Estados Unidos de 2000, a sua população era de 86 habitantes.

## Geografia
De acordo com o United States Census Bureau tem uma área de
0,4 km², dos quais 0,4 km² cobertos por terra e 0,0 km² cobertos por água.

## Localidades na vizinhança
O diagrama seguinte representa as localidades num raio de 12 km ao redor de Los Angeles Subdivision.